# هماوازان یونانی

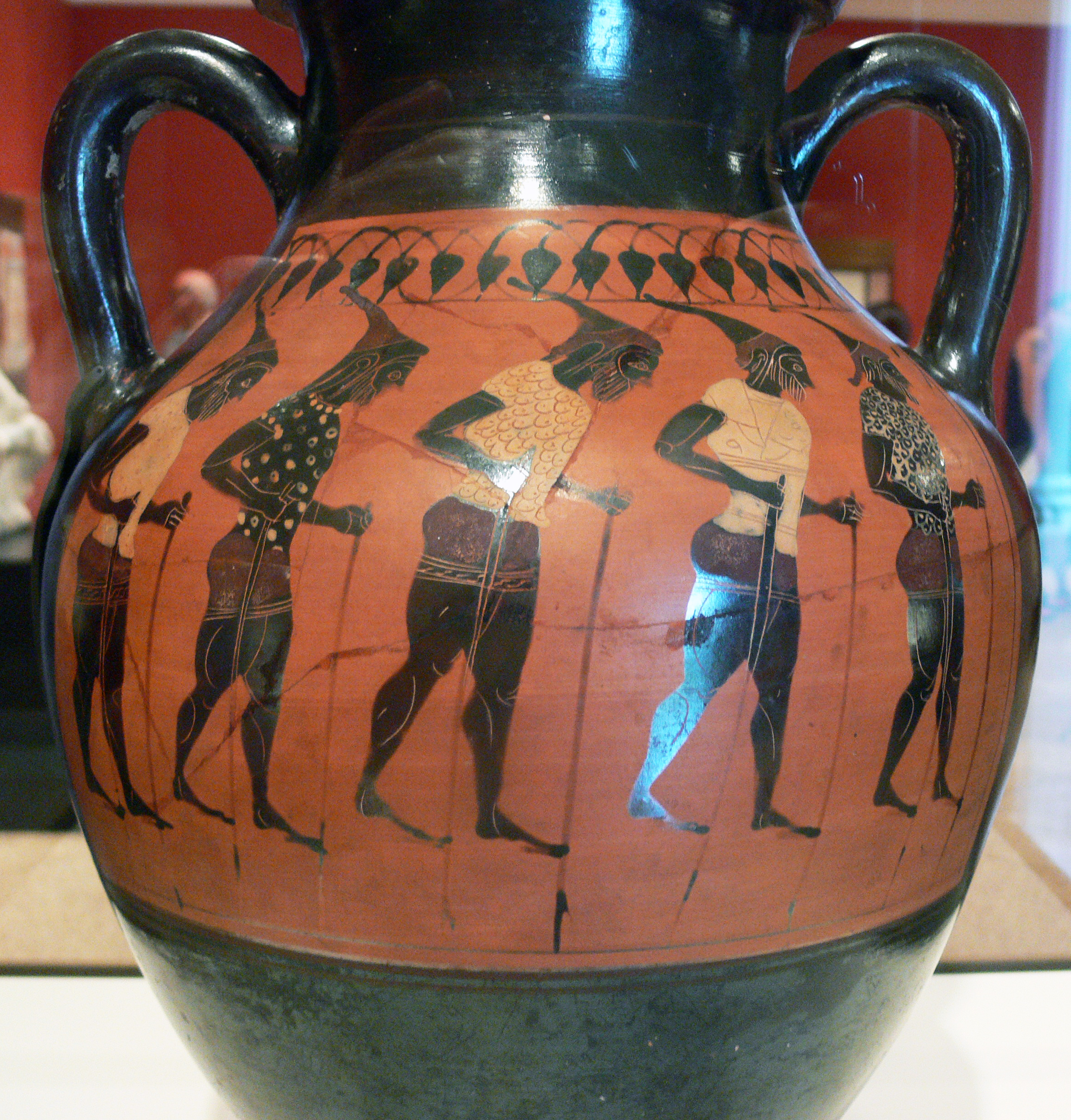
گتی ویلا - کوزهٔ ذخیره‌سازی منقش به تصویر هماوازان عصابه‌دست

هماوازان یونانی (کر یونانی) یا به‌طور خلاصه هماوازان یا همخوانان یا همسرایان (کر) (زبان یونانی: χορός ،khoros)، در بافت تراژدی یونان باستان، کمدی، نمایشنامه‌های ساتیر و آثار مدرنی که ملهم از آن‌ها هستند، به گروهی همتا از بازیگران اطلاق می‌شود که یک‌صدا دربارهٔ کنش نمایشی نظر و توضیح می‌دهند و آن را تفسیر می‌کنند. گروه هماوازان متشکل از ۱۲ تا ۵۰ بازیگر بود که بسته به موقعیت می‌رقصیدند، آواز می‌خواندند یا هم‌صدا عبارات خود را ادا می‌کردند، و گاهی نیز ماسک می‌زدند.

## کارکرد دراماتیک
نمایشنامه‌های تئاتر یونان باستان همیشه مشتمل بر گروهی از هماوازان بود که بسته به موقعیت به مخاطبی که نظاره‌گر اجرا بود پیش‌زمینه و چکیده‌ای از اطلاعات ارائه می‌کردند تا کمک‌حال او باشد. آن‌ها دربارهٔ مضامین نظر می‌دادند، و، همان‌طورکه آوگوست ویلهلم فن اشلگل در اوایل سدهٔ ۱۹ مطرح کرد و به مباحثات بعدی دراین‌باره دامن زد، مجسم می‌کردند که مخاطب باید چطور به درام واکنش نشان دهد. چنان‌که اشلگل می‌گوید، هماوازان مصداق «تماشاگران آرمانی» هستند که «تعبیری غنایی و موسیقایی از احساسات خود» را به تماشاگر واقعی القا می‌کنند و او را به مقام تأمل برمی‌کشند. در بسیاری از این نمایشنامه‌ها، هماوازان چیزهایی را که شخصیت‌های اصلی نمی‌توانستند بگویند، اعم‌از ترس‌های مرموز یا رازهاشان، برای مخاطب تبیین می‌کردند. هماوازان، اغلب، شخصیت‌ها را به بصیرتی که ایشان بدان محتاج بودند مجهز می‌ساختند.